# Acanthocarpus alexandri
Acanthocarpus alexandri Stimpson, 1871 è un crostaceo decapode appartenente alla famiglia Calappidae.

## Distribuzione e habitat
Proviene dall'oceano Atlantico, in particolare dalla costa orientale dell'America (golfo del Messico), dove vive fino a una profondità di 3613 m. È una specie comune.

## Descrizione
Il carapace è arancione-rossastro, ovale e dalla superficie irregolare, con tubercoli e spine. Misura intorno ai 4 cm in larghezza. Anche i chelipedi presentano lunghe spine. Somiglia abbastanza al più grande Acanthocarpus meridionalis.

## Tassonomia
È la specie tipo del suo genere.